# Karl Jessen
El vicealmirante Karl Johann Peter Jessen (en Ruso: Карл Петрович Иессен, tr. Karl Petrovich Iessen; del 30 de junio de 1852 al 30 de noviembre de 1918) fue un almirante alemán originario del báltico y enrolado en la flota naval rusa durante la guerra ruso-japonesa

## Biografía
Jessen era un descendiente danés, nacido en Livonia, donde nació también su padre, Hans Peter Boje; Jessen era doctor de medicina veterinaria. En 1875 se graduó del cuerpo de cadetes navales, el 18 de julio de 1879 fue nombrado teniente de navío, en 1881 se graduó de la escuela de barcos minadores, y en 1884 se graduó de la artillería naval. El fue asignado como oficial de guerra de minas en varios buques, y fue destinado brevemente como agregado militar a Alemania. En 1890, recibió el mando del destructor Adler de la Flota rusa del Mar Negro.
Entre 1891 y 1893, Jessen fue oficial ejecutivo en el crucero protegido Admiral Kornilov, destinado a la Flota rusa del Báltico y al Lejano Oriente. De 1894 a 1895 fue comandante a bordo del vapor Neva. De 1895 a 1896 fue comandante del crucero Asia. En 1897, Jessen fue promovido a capitán, 1er rango. De 1898 a 1905 el asumió el comando del crucero Gromobói, que fue asignado a la Flota rusa del Pacífico.
El 1 de enero de 1904 Jessen fue promovido al rango de contraalmirante. Con el inicio de la guerra ruso-japonesa el 8 de febrero, el fue nombrado comandante adjunto de Port Arthur y utilizó el acorazado Sevastopol como buque insignia. El 10 de marzo, tras una breve incursión japonesa en Vladivostok, el vicealmirante Makarov reasignó al contralmirante Jessen al comando del escuadrón de cruceros con base en Vladivostok, cuyo objetivo era interrumpir la logística japonesa, Jessen, entonces, transfirió su bandera al crucero acorazado Rossia. Este escuadrón de cruceros realizó incursiones comerciales y otras operaciones ofensivas mientras el resto de la Flota rusa del Pacífico permanecía embotellada en Port Arthur por el bloqueo japonés.
Las operaciones de Jessen amenazaron el transporte marítimo y las líneas de suministro japonesas, y dieron lugar a que la Armada Imperial Japonesa nombrara al almirante Kamimura Hikonojo al mando de la 2da flota de la IJN para localizar y destruir su escuadra. Jessen evadió a los japoneses en varias ocasiones, hundiendo varios buques en el Mar del Japón. A partir del 12 de junio fue sustituido brevemente por el vicealmirante Petr Bezobrazov.
El 14 de agosto de 1904, durante la batalla naval de Ulsan, libró un combate no concluyente contra la flota japonesa al mando del almirante Kamimura. Durante el combate, el Gromobói sufrió graves daños, con 94 tripulantes muertos y 182 heridos, y el Rurik se vio obligado a hundirse, con 204 tripulantes muertos y 305 heridos. En reconocimiento a sus esfuerzos en la batalla, se le concedió la Orden de San Jorge (cuarto grado).
El 9 de noviembre de 1904 Jessen fue nombrado comandante de la 1ra Escuadra de la Flota del Pacífico. Sin embargo, con la caída de Port Arthur a manos de los japoneses, ya no desempeñó ningún papel ofensivo y se concentró en la defensa costera de la región alrededor de Vladivostok con sus fuerzas restantes. En noviembre de 1905 condujo a los buques rusos restantes de vuelta al Mar Báltico, adonde llegaron en abril de 1906. Tras su regreso a Petrogrado, fue reprendido y se enfrentó a una corte marcial, aceptando ser promovido al rango de vicealmirante y su baja honorable de la marina en 1908.
En 1912, él se convirtió en propietario de un astillero, el astillero Myulgrabenskoy, cerca de Riga, Letonia. En 1913, su astillero recibió un contrato para construir nueve nuevos destructores como parte del programa de reconstrucción de la mermada flota rusa del Báltico después de la guerra ruso-japonesa. Karl Petrovich Jessen murió en 1918 en Petrogrado.

## Honores
- Orden de Santa Ana, 3er grado, (01/01/1889).
- Orden de San Vladimir, 4º grado en 18 compañías, (17/01/1895).
- Orden de Santa Ana 2º grado, (06/12/1897).
- Orden de San Jorge, 4º grado (27/09/1904).
- Orden de San Estanislao, 1er grado, (06/07/1904).